# أبيل مالدونادو
أبيل مالدونادو (بالإنجليزية: Abel Maldonado)‏ هو سياسي أمريكي، ولد في 21 أغسطس 1967 في الولايات المتحدة. حزبياً، نشط في الحزب الجمهوري. وقد انتخب عضو مجلس ولاية كاليفورنيا وانتخب عضو جمعية ولاية كاليفورنيا وانتخب نائب حاكم كاليفورنيا ‏.